# Le Ruisseau noir
Pour les articles homonymes, voir Ruisseau Noir.
Le Ruisseau noir est un tableau peint en 1865 par Gustave Courbet. Il mesure 93,5 × 131,5 cm. Il est conservé au musée d'Orsay à Paris.

## Histoire du tableau
Le Ruisseau couvert (Le Puits-Noir) — tel est le titre que donne Courbet à son tableau en 1867 — est acquis le 23 septembre 1865 par le comte Émilien de Nieuwerkerke, chargé des Beaux-Arts, pour la liste civile de Napoléon III au prix de 2 000 francs-or. Lors de l'exposition universelle de 1867, il est exposé dans la partie réservée aux paysages, sous le pavillon de la Maison de l'Empereur et des Beaux-Arts, et non dans le pavillon construit par Courbet en marge des bâtiments officiels. Quand la république est proclamée en septembre 1870, certains biens de Napoléon III sont saisis. Le 12 février 1879, le tableau est attribué par jugement à l'État, puis il entre en 1881 au musée du Luxembourg sous le titre Le Ruisseau du Puits-Noir. En 1903, il est transféré au musée du Louvre. En 1985, il est affecté au musée d'Orsay. Entre-temps, il figure dans la rétrospective Courbet de 1977-1978 (Paris-Londres), puis dans celle de 2007 (Paris-New York-Montpellier) où il apparaît sous son titre actuel.

## Analyse de la composition
Gustave Courbet est principalement un peintre de paysage puisqu'on estime que ce thème occupe deux tiers de sa production. Le Puits-Noir fait référence à un lieu-dit situé dans une vallée non loin d'Ornans, pays natal du peintre, très attaché à la Franche-Comté. Le tableau représente une partie des berges et du cours de la Brême, qui est un affluent de la Loue ; d'autres affluents existent également comme le Lison. Ces cours d'eau ont été représentés à de nombreuses reprises par Courbet. Ainsi, le Puits-Noir figure dès 1855 dans les compositions du peintre (Le Ruisseau du Puits-Noir, vallée de la Loue, 104 x 138 cm, Washington, National Gallery of Art). La critique d'art Hélène Toussaint a démontré en 1977, grâce à la découverte d'un carnet de croquis, que Courbet cherche à représenter sa vallée natale depuis le milieu des années 1840. 
Courbet travaille à partir d'un fonds noir qu'il va progressivement éclairer à l'aide du couteau à palette, par couches successives : l'œil du spectateur se heurte à un mur de roches et de végétation, évacuant presque entièrement le ciel. Contrairement aux conventions alors en vigueur, le noir, et non la lumière, occupe le centre du tableau, et semble aspirer le regard. Ce dispositif se met en place à partir du début des années 1860, et connaît son apogée avec la série des Sources de la Loue.